# Enmienda para la igualdad de oportunidades de gobernar
La enmienda para la igualdad de oportunidades de gobernar, también conocida como enmienda Hatch, es una enmienda propuesta en julio de 2003 para la Constitución de Estados Unidos. Fue propuesta por el senador Orrin Hatch (republicano-Utah) con el fin de revocar la cláusula de ser ciudadano por nacimiento para ejercer los cargos de presidente o vicepresidente de los Estados Unidos. La enmienda de Hatch permitiría que los ciudadanos naturalizados de los EE. UU. con permanencia de por lo menos veinte años puedan presentarse a elecciones y ejercer alguno de estos cargos. A raíz de la elección de gobernador para el estado California ocurrida en 2003, esta propuesta es vista como un intento de permitir que el exgobernador de California, Arnold Schwarzenegger (nacido en Austria y naturalizado en 1983) pueda presentarse como candidato a presidente, por lo que suele denominársele "enmienda Arnold". De todas formas hay otros políticos estadounidenses naturalizados que pueden beneficiarse de esta enmienda. Algunos notables son la exgobernadora de Míchigan Jennifer Granholm (nacida en Canadá, naturalizado en 1980), el senador de Florida Mel Martínez (nacido en Cuba), la ex secretaria de Estado Madeleine Albright (nacida en Checoslovaquia), la exgobernadora de Vermont Madeleine Kunin (nacida en Suiza), y la anterior ministra de Trabajo Elaine Chao (nacida en Taiwán). El texto de la enmienda es el siguiente:

Inglés: Section 1. A person who is a citizen of the United States, who has been for 20 years a citizen of the United States, and who is otherwise eligible to the Office of President, is not ineligible to that Office by reason of not being a native born citizen of the United States.

Section 2. This article shall not take effect unless it has been ratified as an amendment to the Constitution by the legislatures of three-fourths of the several States not later than 7 years from the date of its submission to the States by the Congress.
Español: Sección 1. Una persona que es ciudadana de los Estados Unidos, la cual ha sido durante veinte años ciudadana de los Estados Unidos, y quien es postulable para el cargo de Presidente, no es postulable por razón de no ser ciudadano nativo de los Estados Unidos.
Sección 2. Este artículo no surtirá efecto a menos que haya sido ratificado como una enmienda de la Constitución por las legislaturas de las tres cuartas partes de los diversos Estados y no tarde más de 7 años a partir de la fecha de su presentación a los Estados por el Congreso.

La enmienda fue remitida a la Comisión de la Judicatura. Las audiencias se llevaron a cabo el 5 de octubre de 2004, dos meses antes del final de la segunda sesión del 108 Congreso de Estados Unidos, pero ninguna acción fue tomada.